# Tetroză
O tetroză este un tip de monozaharidă care conține patru atomi de carbon. Tetrozele pot exista sub formă de aldotetroze (care conțin o grupare carbonil de tip aldehidă în poziția 1) sau cetotetroze (conțin o grupare carbonil de tip cetonă în poziția 2).  Cele trei tetroze (care au la rândul lor enantiomeri) sunt eritroza, treoza și eritruloza.

## Structura moleculară
În funcție de prezența ceto sau aldehidă, se disting ceto tetrozele (singurul reprezentant al erythrulosei) și aldotetrozele (doi reprezentanți: eritroza și treoza).

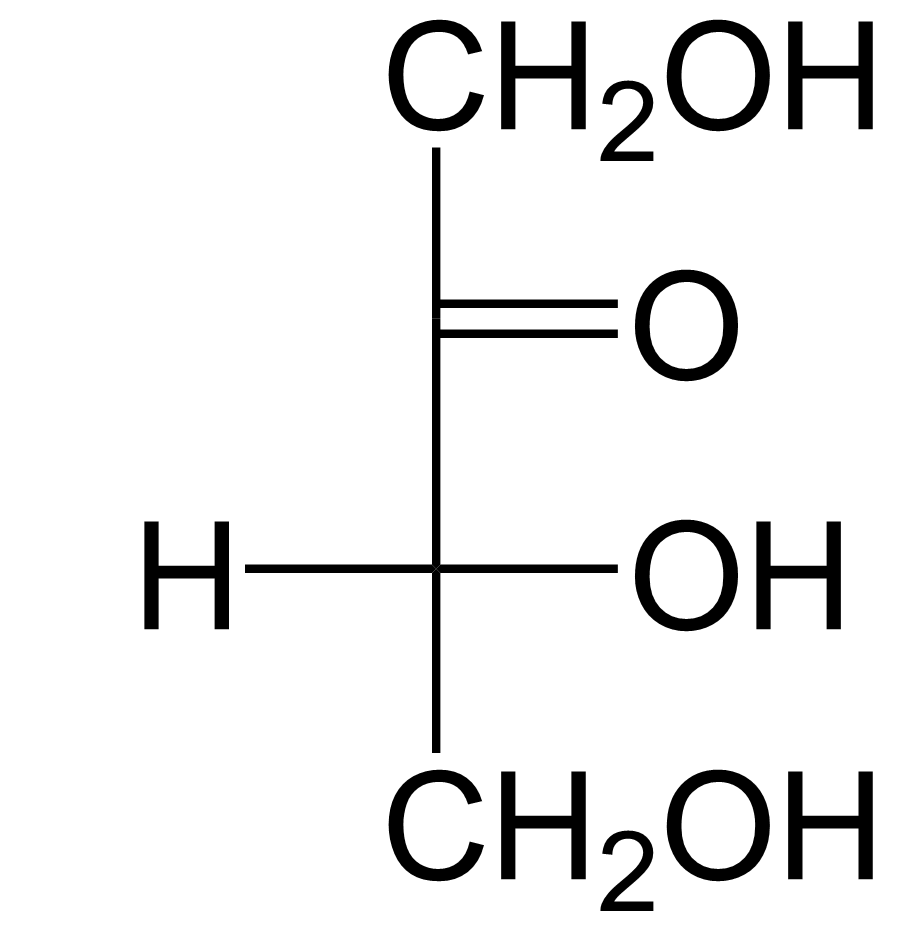
D-Eritruloză
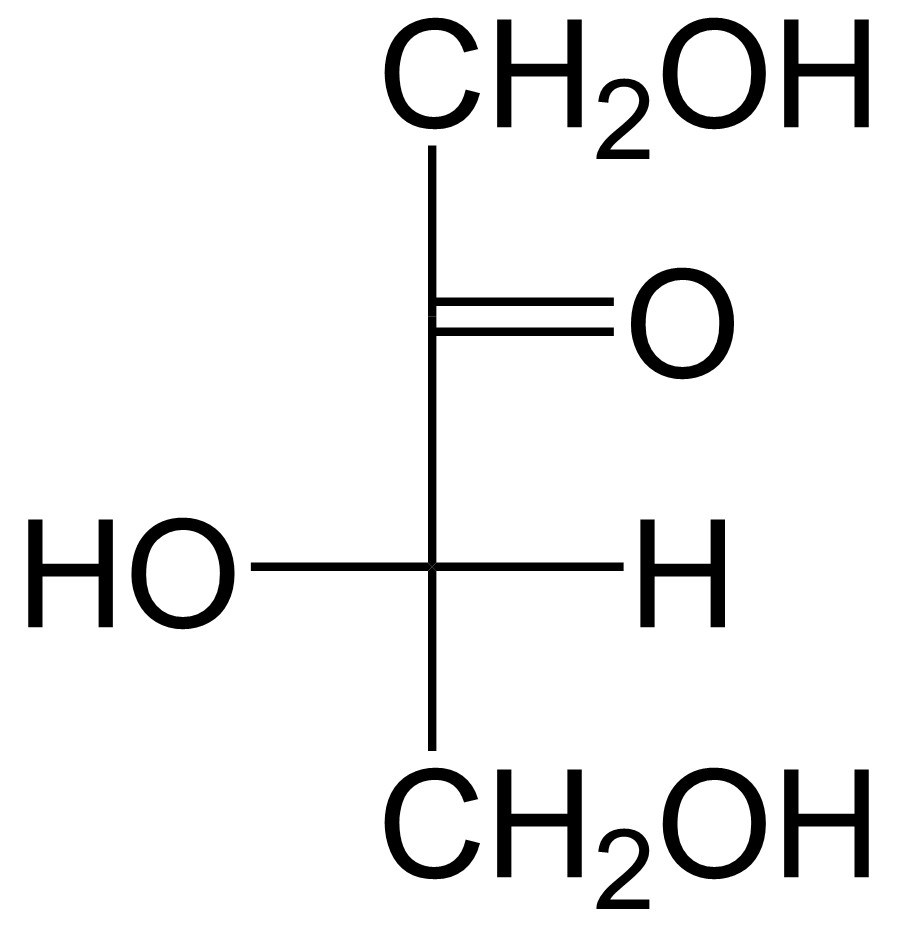
L-Eritruloză
D-Eritroză
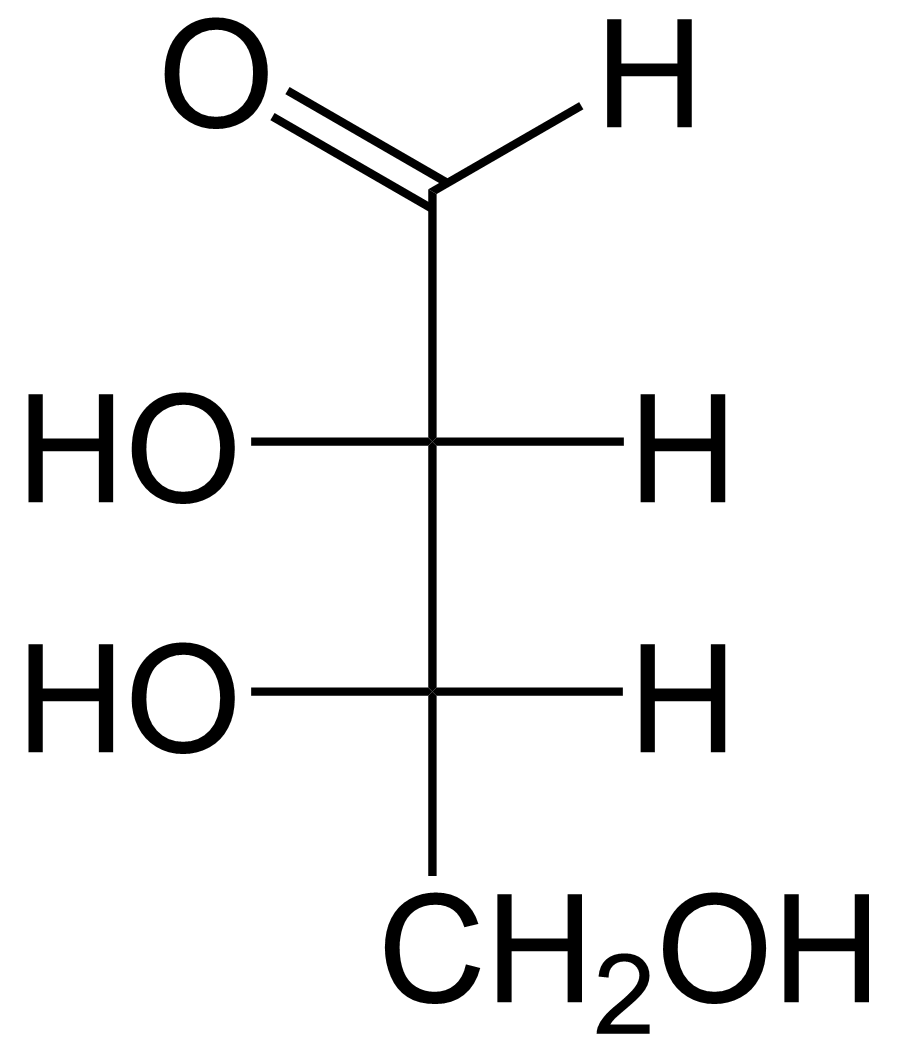
L-Eritroză
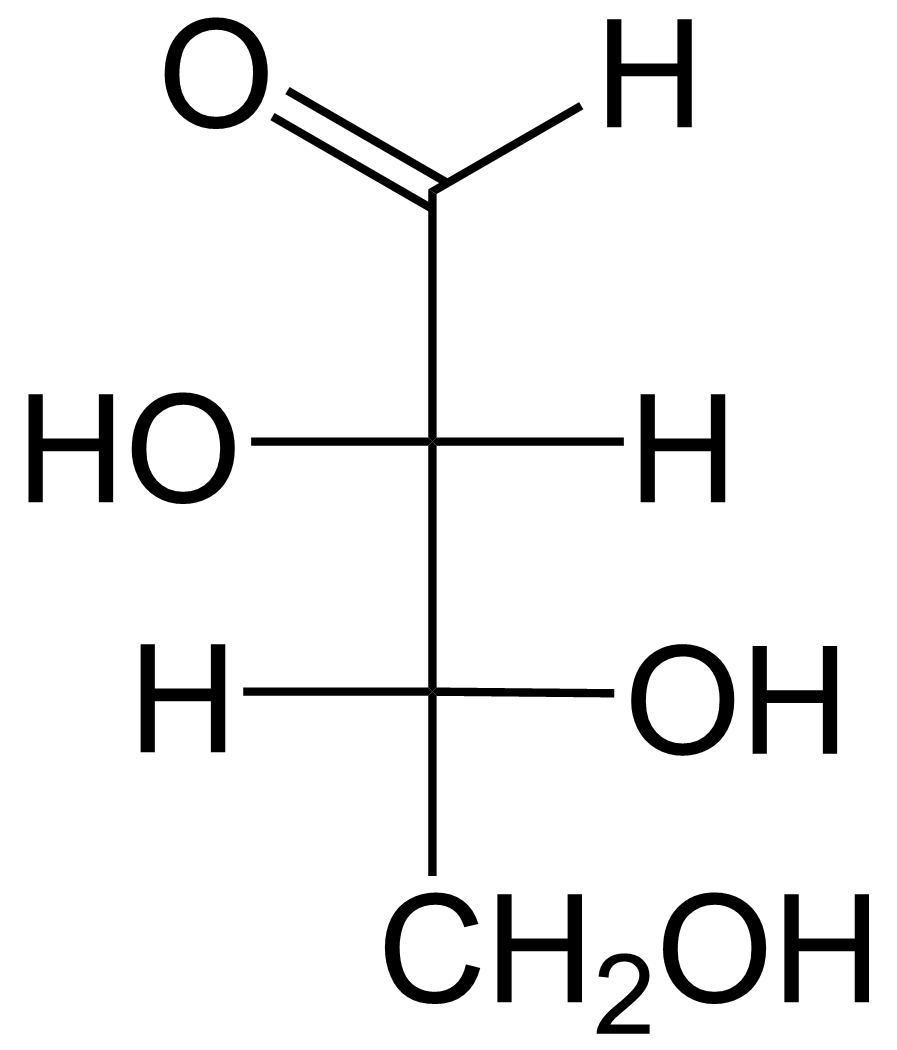
D-Treoză
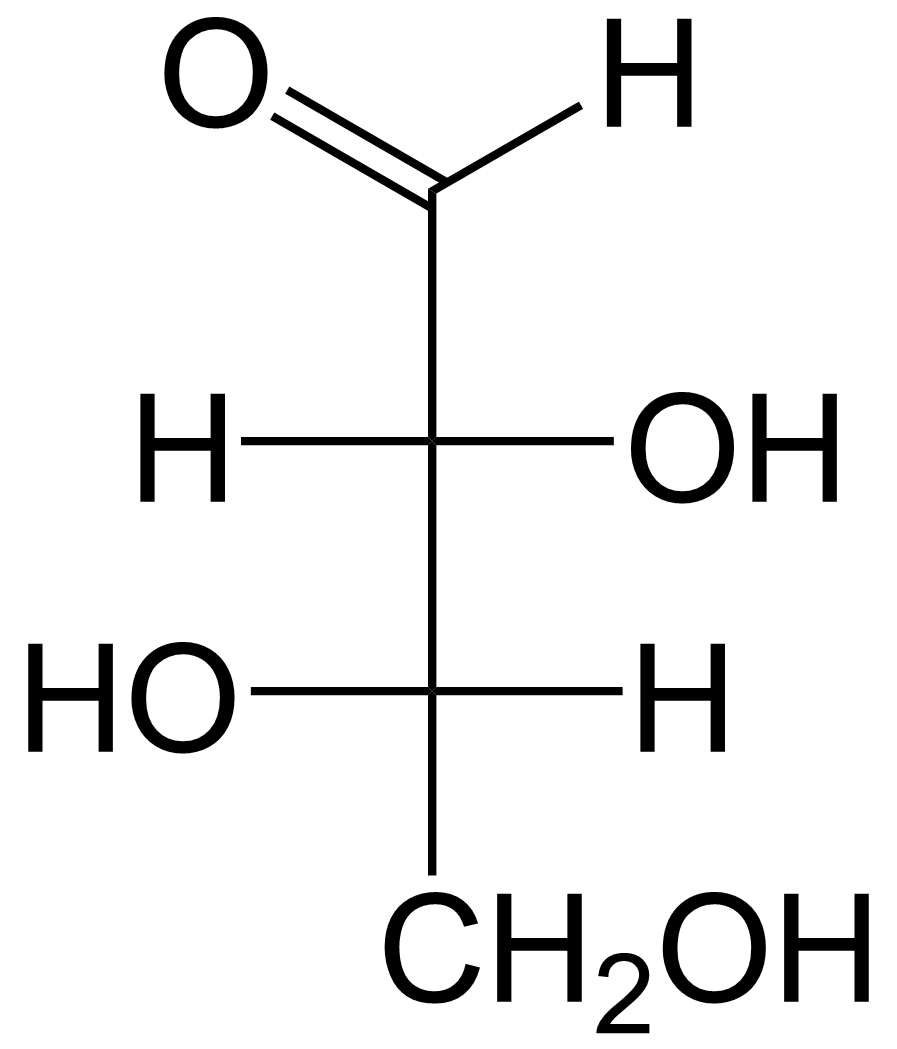
L-Treoză

Aldotetrozele pot exista în forme ciclice având structura furanoz, de exemplu:

## În natură
În natură, în formă liberă sunt destul de rare, fac parte din unele glicozide și polizaharide. Sub formă de fosfați, unele tetroze (de exemplu, eritroza) sunt importante componente intermediare în metabolismul carbohidraților.